# Шотландський сетер
Шотландський сетер або Сетер Гордона (англ. Gordon Setter, від to set робити стійку) — порода мисливських собак.

## Історія породи
Порода виведена в Шотландії на початку 18 століття в родинному замку герцога Річмондського і Гордонського і названа на честь його творця «сетер із замку Гордон». Основою для виведення собаки даної породи послужили чорні і чорні з підпалинами лягаві собаки, поширені на півночі Англії і Шотландії. У першій половині XIX століття їм стали доливати кров потужних ірландських сетерів, лягаючих спанієлів і бладхаунда, які й закріпили чорну з підпалинами масть сетерів Гордона. Пізніше, в кінці 70-х років була вдосконалена творцем за участю колі і бладхаунда. Це єдина місцева шотландська порода підрушничних собак. У порівнянні з іншими сетерами ця порода не така популярна.

## Опис породи

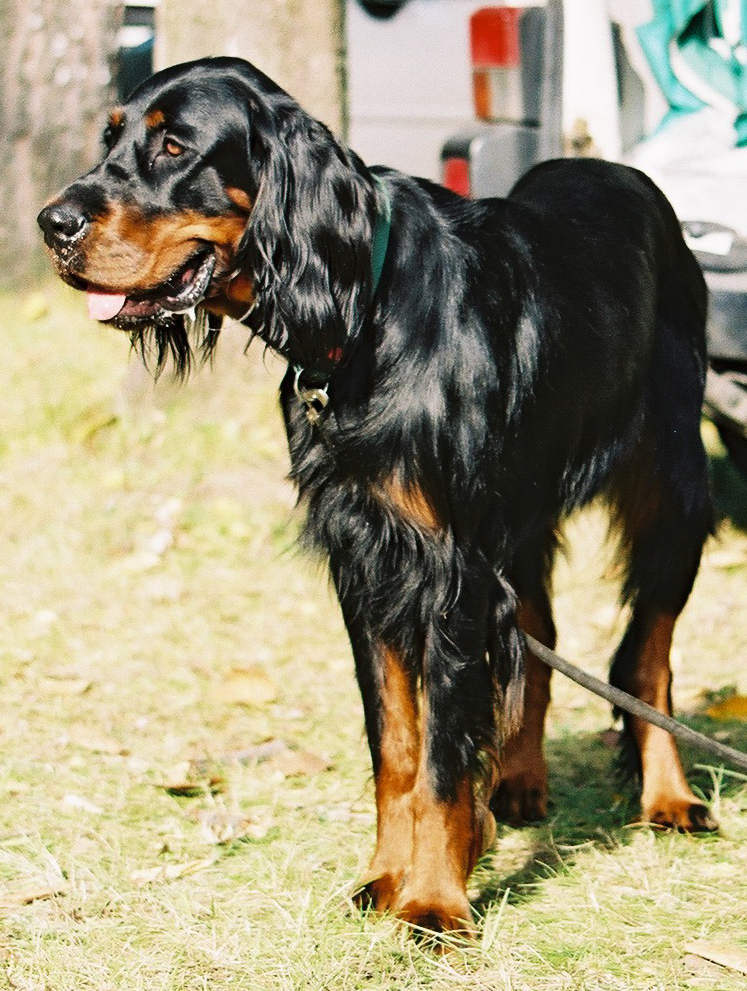

Конституція. Суха, міцна, потужна, з зависоким передом (особливо у псів); шкіра щільна, еластична, без складок.
Розміри. Висота у холці: Пес — 63-69 см, сука — 59-65 см.
Шерстний покрив. Шерсть на шиї, спині, боках, крупі — довга, густа, м'яка, пряма або злегка хвиляста. На вухах, в нижній частині грудей і живота, на задній стороні ніг шерсть густіша і довга, довше, ніж на тулубі. На хвості, на деякій відстані від основи, очеси. Довге волосся утворює на хвості підвіс.
Забарвлення. Чорне з блискучим синюватим відливом; підпалини яскраві, рудо-червоні, розташовані на бровах, внутрішній поверхні вух, морді, під нижньою щелепою, на губах і підгрудді у вигляді трикутників, що з'єднуються; підпалини на внутрішніх сторонах передпліч; по очесам і зап'ястям до кінця лап; допускаються білі плями на шиї і підгрудді.

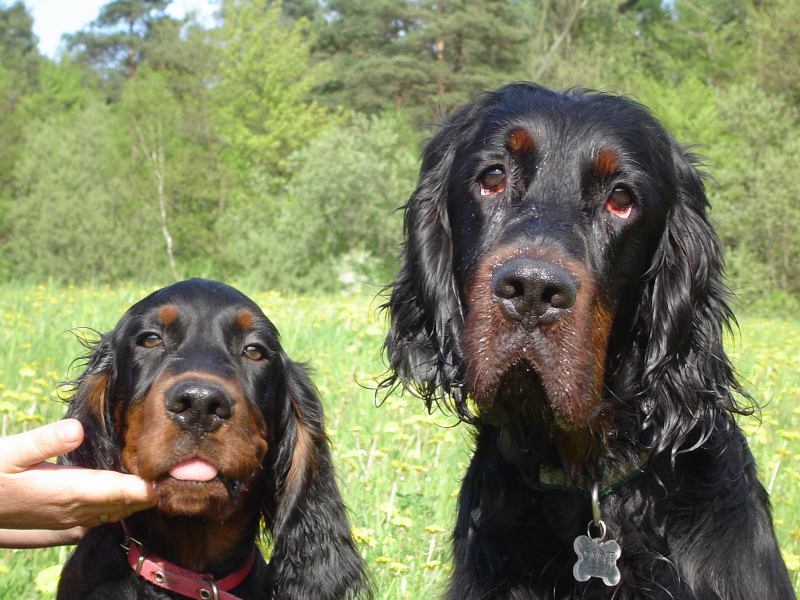
Старий та молодий сетери Гордона

Голова. Масивна, суха, з округлим чолом з поздовжньою борозенкою; добре виражений потиличний горб; виразний перехід чола до морди; надбрівні дуги різко позначені.
Морда. Широка, не звужується; верхня губа щільно прилягає до ясен.
Мочка носа. Чорна.
Вуха. Довгі, м'які, висячі, закруглені знизу, прилягають до вилиць, посаджені вище рівня очей.
Очі. Великі, карі, розріз століття округлий.
Зуби. Міцні, білі; прикус ножицеподібний.
Шия. Суха, довга, поставлена високо під кутом 50 ° до лінії спини.
Грудна клітка. Широка, глибока; ребра круті; перехід живота в грудну клітку плавний.
Живіт. Помірно підтягнутий.
Загривок. Помітно виділяється над лінією спини.
Спина. Пряма, міцна.
Поперек. Помірно опуклий, широкий.
Круп. Широкий, злегка похилий.

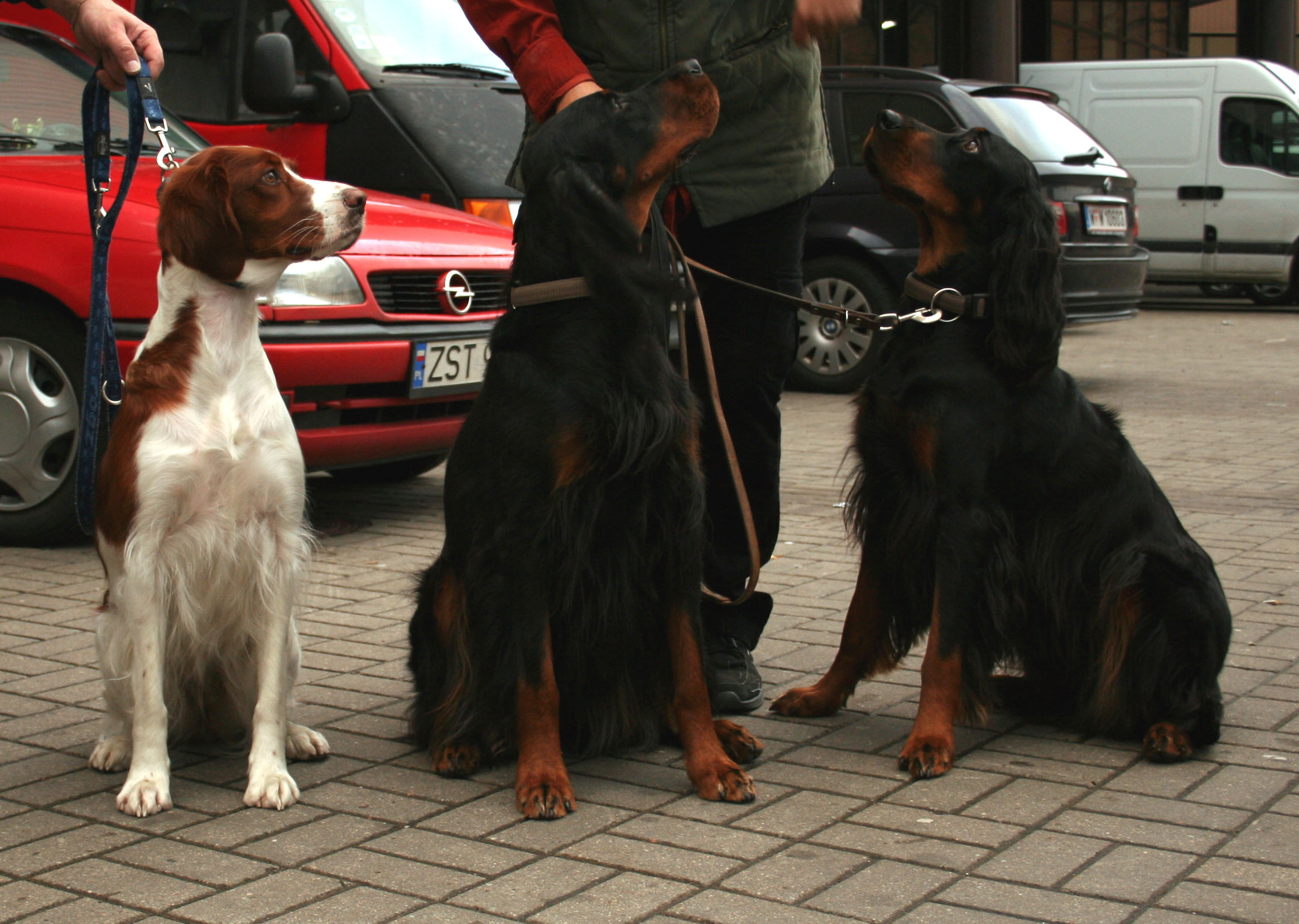
Ірландський червоно-білий сетер та сетери Гордона

Хвіст. Шаблевидний або прямий, розташований вище лінії спини.
Передні кінцівки. Паралельні, прямі, сухі; лікті направлені назад; передпліччя довгі; п'ясті короткі, злегка нахилені.
Задні кінцівки. Паралельні, прямі, сухі, поставлені шороко; плюсни прямовисні, короткі; стегна і гомілки довгі.
Лапи. Округлі або подовжені, великі, з стиснутими пальцями, між пальцями є «щітка».
Рухи. При пошуку дичини — невтомні, швидкі; при стійці голову тримає не нижче холки.

## Утримання та догляд
Догляд за шерстю. Щоденне розчісування та чистка жорсткою щіткою.
Годування. Два — два з половиною стандартних раціони.
Прогулянки. Вимагає тривалих прогулянок з навантаженнями.